# 库普弗贝格
库普弗贝格是德国巴伐利亚州库尔姆巴赫县的一个市镇。总面积8.28平方公里，总人口1040人，其中男性526人，女性514人（2011年12月31日），人口密度126人/平方公里。